# Adhemar (futebolista)
Adhemar Ferreira de Camargo Netto, mais conhecido simplesmente como Adhemar (Tatuí, 27 de abril de 1972) é um ex-futebolista brasileiro. Começou atuando como ala-direita, virou meia, e mais tarde se tornou atacante. 
Foi o artilheiro da Copa João Havelange, edição do ano 2000 do Campeonato Brasileiro, com 22 gols. É o maior artilheiro do São Caetano com 68 gols.

## Carreira
Começou a carreira profissional no Estrela de Porto Feliz em 1992 sendo logo destaque do time e ajudando o clube a ser vice campeão da Terceira Divisão Paulista de 1993. Defendeu os aspirantes do Corinthians também em 1993, e o São José EC, em 1994.
Após passagens por clubes que jogavam em divisões inferiores, Adhemar iniciou sua carreira em nível nacional pelo São Caetano, já com 28 anos de idade. Conquistou os títulos da terceira e segunda divisão paulista, além de ter sido vice-campeão da Série C do Brasileiro e vice da Copa João Havelange, em que seu time participou do módulo Amarelo, perdendo para o Vasco da Gama na final. Adhemar foi o artilheiro do certame, com 22 gols, dois a mais que Romário, Dill e Magno Alves (20 gols cada um), jogadores de clubes do módulo Azul. Foram 15 gols na primeira fase (módulo amarelo) e 7 na fase final (mata-mata). Em destaque, um gol de falta sobre o Fluminense, em pleno Maracanã, em 26 de novembro de 2000.
Após a bem-sucedida passagem pelo São Caetano, alcançando o vice-campeonato da Copa João Havelange, Adhemar foi contratado pelo VfB Stuttgart, contratado por US$ 2 milhões, onde passou a segunda parte da temporada 2000/01, ajudando a evitar o rebaixamento, e a temporada 2001/2002. Em duas temporadas, foram 42 jogos e nove gols anotados pelo Stuttgart. Inicialmente, era cotado para jogar no São Paulo Futebol Clube, inclusive tendo um acerto verbal, mas alguns impasses burocráticos e financeiros favoreceram a proposta feita pelo VfB Stuttgart em detrimento da proposta do clube da capital paulista.
Esteve ainda no Seongnam Ilhwa Chunma, da primeira divisão K-League na temporada 2004, e no Yokohama F. Marinos do Japão na temporada 2005.
Em 2006, aos 34 anos, Adhemar volta ao São Caetano, e ao fim da temporada brasileira de 2006, anuncia sua aposentadoria.
Em 17 de fevereiro de 2012, Adhemar surpreende ao resolver retomar a carreira. Foi anunciado pelo Serrano, de Petrópolis, como reforço para a disputa do Campeonato Carioca Série C. Adhemar assinou o contrato por um salário simbólico (salário mínimo), mas disputou apenas uma partida pela equipe da Serra Fluminense, e transferiu-se para um clube da segunda divisão do campeonato paulista, o Lemense. A mudança se deu pela proximidade entre Leme, cidade de sua nova equipe, e Porto Feliz, onde mora o jogador com a família. Segundo o atleta, a retomada não se deu por dificuldades financeiras, pois já tem uma vida estabilizada, e inclusive financia projetos sociais, mas por entender que queria um encerramento digno na carreira, com um título, seja em que divisão fosse.
Porém, o jogador encerrou definitivamente a carreira sem ao menos estrear pelo novo clube. Isso porque antes da estréia do atacante, o Lemense iria jogar contra o Pirassununguense, e não poderia perder, sob o risco de ser o último do seu grupo, o 3, e ser eliminado da segunda divisão paulista naquele ano. Em jogo realizado em Pirassununga, no estádio Belarmino Del Nero, o Pirassununguense bateu por 3 a 1, colocando assim um ponto final na carreira de Adhemar.

## A proposta da NFL
Ao encerrar a carreira em 2006, um empresário norte-americano do Tampa Bay Buccaneers, time tradicional da NFL, veio ao Brasil trazer uma proposta à Adhemar. O empresário ao saber da potência do chute do atleta brasileiro, e ao saber do interesse de equipes rivais da NFL, veio pessoalmente com a intenção de levá-lo para atuar como o kicker do time na temporada 2007.
Nos testes realizados, Adhemar em dez tentativas acertou nove, em chutes de 50 jardas (da metade do campo), um feito só comparado aos maiores astros da NFL. impressionado com o que viu, o Tampa Bay Buccaneers fez uma proposta oficial, e ofereceu o que seria um dos melhores contratos da liga na época.
Tudo estava bem encaminhado, e Adhemar seria o primeiro brasileiro a ser um profissional da NFL, mas o negócio esfriou na parte burocrática, pois o jogador teria que obrigatoriamente frequentar uma escola de kicker por três meses, e não poderia levar a família, já que neste período ainda não teria visto de trabalho, apenas de estudante. Por este motivo, Adhemar declinou do convite, e optou em ficar no Brasil.
Em 2012, época em que já treinava intencionando retomar a carreira pelo Lemense, o atleta em uma entrevista afirmou que gostaria de voltar a flertar com a NFL. Porém, aos 40 anos, um contrato nos moldes anteriores já não seria provável levando em conta a média baixa de idade dos atletas da NFL nas últimas 3 temporadas.
Em 2016, fez um jogo pelo São Caetano Blue Birds, time de futebol americano do AD São Caetano, contra o Corinthians Steamrollers. Fez três primeiros field goals de 42 jardas pelo time no Campeonato Paulista.

## Fora dos campos
Em junho de 2017, passou a trabalhar como treinador das categorias sub-15 e sub-17 do Grêmio Osasco Audax.
Foi comentarista no canal BandSports.
Comandou o projeto "Bom de bola, bom na escola" que atende hoje a 120 crianças carentes da cidade onde reside, Porto Feliz. As crianças atendidas, têm de 7 a 13, todas recolhidas das ruas.
Adhemar também investiu pesado na carreira imobiliária. Com o dinheiro acumulado na vida de atleta, construiu diversas casas e empreendimentos.
Em 2021, foi o coordenador das categorias de base do Sete de Setembro-PE.

## Vida pessoal
Filho de Aparecida e Darcy, Adhemar tem três filhos: Ayeska e Kaynan (biológicos) e Nikolas (adotivo).